# Asteriscium
Asteriscium,  es un género de plantas herbáceas, en la familia de las Apiaceae. Comprende 34 especies descritas y de estas, solo 9 aceptadas. Es originaria de Sudamérica.

## Taxonomía
El género fue descrito por Cham. & Schltdl. y publicado en Linnea 1: 354, pl. 5. 1826. La especie tipo es: Asteriscium chilense Cham. & Schltdl.	

## Especies seleccionadas
A continuación se brinda un listado de las especies del género Asteriscium aceptadas hasta septiembre de 2012, ordenadas alfabéticamente. Para cada una se indica el nombre binomial seguido del autor, abreviado según las convenciones y usos.
- Asteriscium aemocarpon Clos
- Asteriscium argentinum Chodat & Wilczek
- Asteriscium chilense Cham. & Schltdl.
- Asteriscium closii (Kuntze) Mathias & Constance
- Asteriscium famatinense Hieron. & H.Wolff
- Asteriscium fimbriatum Speg.
- Asteriscium glaucum Hieron. & H.Wolff
- Asteriscium novarae Constance & Charpin
- Asteriscium vidalii Phil.